# 平本龍之介
平本 龍之介（ひらもと りゅうのすけ、1980年5月7日 - ）は、日本の漫画家。聴覚障害者である。2019年現在は福岡県久留米市に在住。本名は瀧本大介。

## 来歴
東京都に生まれる。出生時より耳に障害を持つ。
生い立ちと教育
保険会社に事務職として勤務しながら、2015年より聴覚障害者の会報に聴覚障害の経験を題材とした連載漫画を執筆する。プロの漫画家を目指し、専門学校にも通学。
主な活動と功績
2018年4月-2019年3月：西日本新聞で毎週木曜日、「僕は目で音を聴く」を連載した。2019年4月：「障害者差別の解消への尽力」を理由に福岡県より表彰を受けた。
2018年: 第15回さがの映像祭にインドのハンピを旅行した際に撮影したドキュメンタリー映画「平本龍之介のインド旅行記」を出品し、激励賞を獲得。
2020年: 「ラバウルが呼んでいる」という、故祖父が第二次世界大戦中に亡くなった戦友に報告しようとパプアニューギニアを旅行したドキュメンタリー映画を制作し、第17回さがの映像祭と門真国際映画祭2021に応募するも、残念ながら落選。
2021年: 鈴木レオとコンビ「デフエッグズ」を結成し、YouTubeやTikTokを中心に活動を展開。彼らの動画は聴覚障害者の日常や文化を紹介している。
2022年3月: 「デフエッグズ」として「どうやって想い伝えようか」TikTokチャレンジ動画コンテストのオリジナル部門賞を受賞。
2022年8月15日: 西日暮里にある麺屋義で「ひらもとラーメン」を1日限定で20食販売。このラーメンは、平本龍之介が若い時に作ったもので、麺屋義の店長がその味を絶賛し限定販売が実現。当日は朝7時から並ぶ人が現れ、開店後約30分で完売。このエピソードは平本龍之介のFacebookでも紹介される。
新型コロナウイルス感染症（COVID-19）パンデミック中の活動
コロナ禍でマスク着用が増え、相手の口元を見て会話を推測することが難しくなった聴覚障害者のために、エコバッグとコミュニケーションボードを組み合わせた「エココミ」を開発。この取り組みは、聴覚障害者の生活改善に役立っている。
自身の漫画「僕は目で音を聴く」のアニメ化に力を入れ、完成作品をYouTubeにアップロード。
最新の取り組み
2024年3月3日: コミュニケーションボードとカードを組み合わせた「コミ×カード」を開発。キャッシュカードサイズで財布に入れることができ、持ち運びに便利なデザインにこだわったこの製品は新聞で紹介される。
災害対策への取り組み: 聴覚障害者が災害時にコミュニケーションが取れない問題を解消するために取り組み、この活動はテレビや新聞などのメディアで紹介された。
現在の活動
くるめ福祉や久留米市ろうあ協会で漫画の連載を続けている。また、全国の漫画家有志を集めて「トキワカフェ」というグループを結成し、リレー形式で様々な漫画を描いている。
平本龍之介は、自身の障害を乗り越え、様々な分野で活動している。彼の活動は、多くの人々に影響を与えている。

## 著書
- 『どんなせんせいかな』佑学社
- 『ひらもとの人生道』（全4巻）デザインエッグ社、2017年 - 2023年
- 『僕は目で音を聴く』デザインエッグ社、2019年